# 丹妮拉·罗兹
丹妮拉·罗兹（英語：Daniela Rhodes，1945年—）瑞典籍分子生物学家，以解析核小体晶体结构和端粒功能研究闻名，现任剑桥大学分子生物学实验室（MRC-LMB）名誉课题组负责人 。

## 学术生涯
1969年加入剑桥大学MRC分子生物学实验室，在亚伦·克鲁格团队从事转运RNA晶体学研究。1976年成功制备首个天然核小体核心颗粒晶体，突破染色质结构研究的技术瓶颈。1980年代起建立独立课题组，系统研究染色体三维折叠机制及其与基因表达调控的关系。1998年通过X射线晶体学揭示端粒重复序列的特殊结构，奠定端粒生物学研究基础

## 主要贡献

### 核小体结构解析
首次实现核小体核心颗粒的晶体生长，通过4Å分辨率结构数据揭示DNA缠绕组蛋白八聚体的精确路径，为理解染色质压缩机制提供关键证据。

### 端粒生物学研究
发现端粒结合蛋白TRF1/TRF2的同源二聚体构型及其对染色体末端保护的作用机制，揭示端粒长度与细胞衰老、癌症发生之间的分子关联，推动相关靶向药物研发。

## 荣誉与任职
1992年英国剑桥大学克莱尔学堂院士 
1996年欧洲分子生物学组织（EMBO）成员 
2007年英国皇家学会院士（FRS） 
2011年欧洲科学院院士 
2011年意大利金桥奖（Ponte d'Oro Prize）